# Depot von Bebertal
Das Depot von Bebertal (auch Hortfund von Bebertal) ist ein Depotfund der frühbronzezeitlichen Aunjetitzer Kultur (2300–1550 v. Chr.) aus Bebertal, einem Ortsteil der Gemeinde Hohe Börde im Landkreis Börde (Sachsen-Anhalt). Das Depot befindet sich heute im Museum Haldensleben. 

## Fundgeschichte
Das Depot wurde vom Museum aus einer Privatsammlung erworben. Das Fundjahr und die genauen Fundumstände sind unbekannt. Auch zum Fundort ist lediglich bekannt, dass das Depot wahrscheinlich irgendwo aus dem Ortsteil Bebertal II (ehemals Dönstedt) stammt.

## Zusammensetzung
Das Depot besteht aus drei Bronzegegenständen: zwei rundstabige Ösenhalsringe und ein Thüringer Ring.